# 阿克托韋
47°42′12″N 31°27′28″E / 47.70333°N 31.45778°E
阿克托韋（烏克蘭語：Актове），是烏克蘭的城鎮，位於該國南部尼古拉耶夫州，由沃茲涅先斯克區負責管轄，面積1.22平方公里，海拔高度64米，2001年該城鎮人口631。

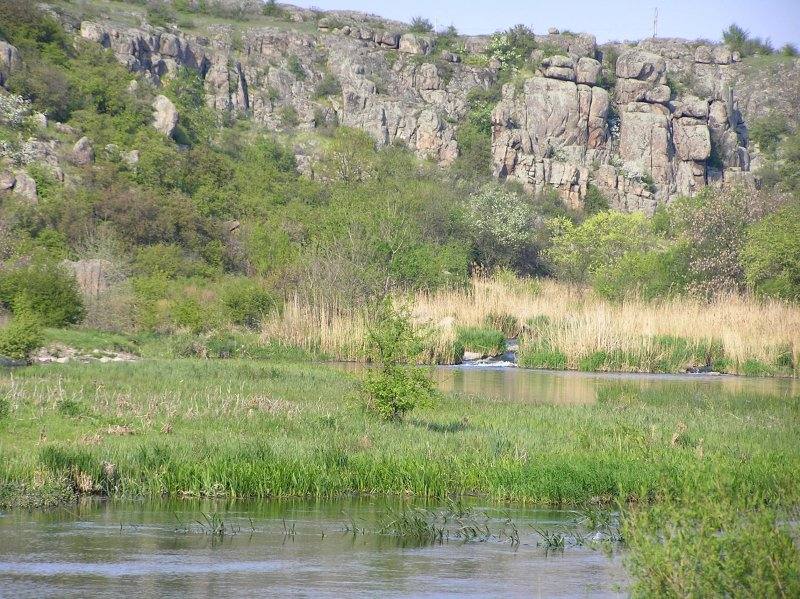